# Coupe d'Argentine de football

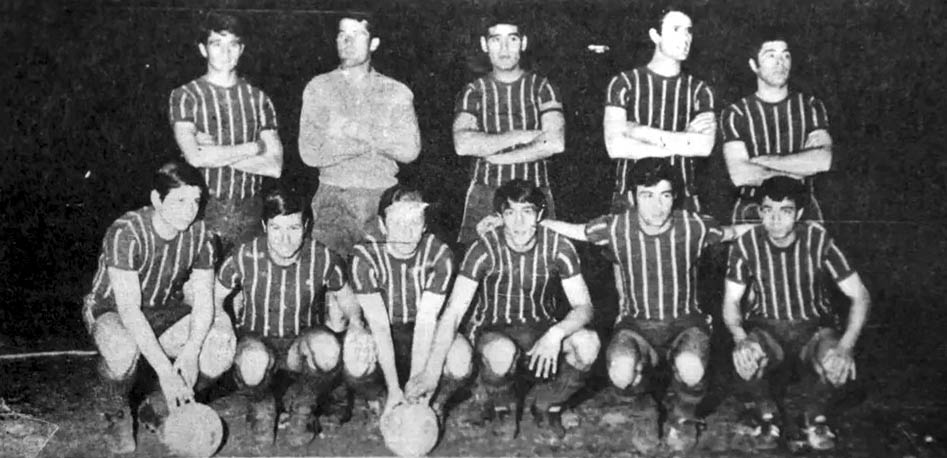
team of All Boys of Santa Rosa

La Coupe d'Argentine de football (en espagnol : Copa Argentina de fútbol) est une compétition de football argentine organisée par la Fédération d'Argentine de football (AFA). Elle fut créée en 1969 dans le but de qualifier des clubs pour la Copa Ganadores de Copa. La compétition oppose les clubs du Championnat d'Argentine de football ainsi que les meilleurs clubs des championnats régionaux.
Après deux éditions en 1969 et 1970, la compétition est relancée en 2011. Le club de Boca Juniors est le club le plus titré avec 4 victoires.

## Format
Dans l'ancienne version, la compétition était jouée par 32 équipes qui s'affrontaient en matchs aller-retour. Une victoire rapporte deux points, un match nul un point et une défaite zéro point. Les équipes ayant le plus de points se qualifient pour le tour suivant. Si les deux équipes ont le même nombre de points, les critères de qualification sont dans l'ordre le nombre de buts marqués, le nombre de buts concédés, et une séance de tirs au but le cas échéant.

## Histoire
Une nouvelle compétition continentale, la Copa Ganadores de Copa, est organisée par la CONMEBOL en 1970 qui est l'équivalent de la Coupe d'Europe des vainqueurs de coupe de football. L'AFA décide alors de mettre en place une Coupe d'Argentine en 1969 qui qualifierait le vainqueur pour la Copa Ganadores de Copa 1970.

### Édition 1969

#### Clubs participants
Tous les clubs du Championnat d'Argentine de football participent à la Coupe, excepté les clubs déjà qualifiés pour la Copa Libertadores, qui sont Vélez Sarsfield et River Plate, vainqueurs du Championnat 1968, ainsi que Estudiantes de La Plata, vainqueur de la Copa Libertadores 1968. Le champion de deuxième division de 1968, le Almagro, obtient aussi une place dans cette Coupe, ainsi que les 13 meilleurs clubs des championnats régionaux.

#### Résultats
Le Boca Juniors et le Atlanta se qualifient pour la finale. Boca remporte la finale 3-2 (score cumulé). 
Néanmoins, puisque le Boca Juniors remporte plus tard le championnat d'Argentine 1969 et se qualifie donc pour la Copa Libertadores 1970, le Atlanta se qualifie pour la Copa Ganadores de Copa 1970 en tant que finalistes.

### Édition 1970

#### Clubs participants
Excepté les clubs qualifiés pour la Copa Libertadores, le Boca Juniors et le River Plate, les champions et vice-champions d'Argentine 1969, et Estudiantes de La Plata, vainqueur de la Copa Libertadores 1969, tous les clubs du Championnat d'Argentine de football participent à cette édition. Le champion de deuxième division, Ferro Carril Oeste, obtient aussi une place dans cette Coupe, ainsi que les 13 meilleurs clubs des championnats régionaux.

#### Résultats
La Coupe d'Argentine 1970 n'a jamais été mené à son terme. 32 équipes participent au tournoi. San Lorenzo de Almagro et Vélez Sarsfield se qualifient pour la finale. La compétition a duré en longueur durant cette édition. Commencée en mars 1970, le match aller de la finale est jouée en mars 1971. En ce moment, la Copa Ganadores de Copa, dans lequel devait participer le vainqueur de la Coupe, a déjà commencé. De plus, Huracán Buceo et Deportes Concepción, les deux autres équipes du groupe du club argentin de la Copa Ganadores de Copa, se sont désistées, ce qui a mené la CONMEBOL à remplacer sa compétition en tournoi amical. Après le résultat nul du match aller de la finale, le match retour n'est jamais joué. Aucun club argentin ne participe à la Copa Ganadores de Copa 1971.

### Édition 2011-2012
La Copa Argentina est remise au goût du jour en 2011, avec comme objectif avoué par l'AFA de « fédéraliser le football argentin ».
Le vainqueur de la Coupe est qualifié pour la Copa Sudamericana.
La Coupe comporte des participants de première division et de deuxième division. Viennent s'y ajouter les équipes directement affiliées à l'AFA (soit en grande majorité des équipes de la province de Buenos Aires) jouant en Primera B Metropolitana, Primera C ou Primera D, ainsi que les équipes de l'intérieur du pays jouant en Torneo Argentino A et Torneo Argentino B, catégories pouvant être assimilées aux troisième et quatrième divisions. Viennent compléter le tableau 4 équipes « invitées », représentant les 4 provinces dont aucun club ne joue à ce niveau. Ce sont ainsi 186 équipes, venues de toutes les provinces argentines, qui participent à cette édition.
La finale s'est jouée le 8 août 2012 et oppose Boca Juniors au Racing sur terrain neutre dans le Estadio del Bicentenario. Boca remporte la finale 2-1 sur le Racing.

### Édition 2017
La finale s'est jouée le 9 décembre 2017 entre River Plate et Atlético Tucumán sur terrain neutre au Stade Malvinas Argentinas à Mendoza. River Plate s'impose 2-1 face au le Atlético Tucumán.

### Édition 2017-2018
La finale s'est jouée le 6 décembre 2018 entre Rosario Central et Gimnasia y Esgrima (La Plata) sur terrain neutre au Stade Malvinas Argentinas à Mendoza. Rosario Central remporte sa première coupe en s'imposant aux tirs au but 4-1 après un 0-0 sur le terrain.

### Édition 2018-2019
La finale s'est jouée le 13 décembre 2019 entre River Plate et Central Córdoba (Santiago del Estero) sur terrain neutre au Stade Malvinas Argentinas à Mendoza.

### Édition 2019-2020
En raison de la pandémie de Covid-19 l'édition 2019-2020, débutée en janvier 2020, se termine en novembre 2021. Le vainqueur se qualifie pour la Copa Libertadores 2022.

## Palmarès
| Année | Vainqueur               | Résultat                 | Finaliste                         |
| ----- | ----------------------- | ------------------------ | --------------------------------- |
| 1969  | Boca Juniors            | 3-1 (aller) 0-1 (retour) | Atlanta                           |
| 1970  | Édition non terminée.   | Édition non terminée.    | Édition non terminée.             |
| 2012  | Boca Juniors            | 2-1                      | Racing Club                       |
| 2013  | Arsenal                 | 3-0                      | San Lorenzo de Almagro            |
| 2014  | Huracán                 | 0-0, 5-4tab              | Rosario Central                   |
| 2015  | Boca Juniors            | 2-0                      | Rosario Central                   |
| 2016  | River Plate             | 4-3                      | Rosario Central                   |
| 2017  | River Plate             | 2-1                      | Atlético Tucumán                  |
| 2018  | Rosario Central         | 1-1, 4-1tab              | Gimnasia (La Plata)               |
| 2019  | River Plate             | 3-0                      | Central Córdoba (Sgo. del Estero) |
| 2020  | Boca Juniors            | 0-0, 5-4tab              | Talleres (Córdoba)                |
| 2022  | CA Patronato            | 1-0                      | Talleres (Córdoba)                |
| 2023  | Estudiantes de La Plata | 1-0                      | Defensa y Justicia                |
| 2024  | Central Córdoba         | 1-0                      | Vélez Sarsfield                   |